# Opportunity International
Opportunity International ist eine internationale, christlich motivierte Hilfsorganisation, die auf der Graswurzelebene in der Mikrofinanzierung arbeitet. Sie vergibt Mikrokredite an unternehmerisch tätige, arme Menschen und schult diese zugleich in Unternehmensführung und Gesundheitsfürsorge. Der Sitz der Hauptorganisation ist in Chicago.

## Geschichte
Der Australier David Bussau ist Mitgründer des Netzwerkes, das Anfang der 1970er aufgrund seiner persönlichen Eindrücke auf mehreren Indonesienreisen für Hilfsorganisationen entstand.
Das Netzwerk besteht inzwischen aus den sechs Unterstützerländern Australien, USA, Kanada, Großbritannien, Deutschland und Schweiz sowie verschiedenen Partnern in 24 Nehmerländern in Afrika, Asien, Lateinamerika und Europa. 1996 wurde Opportunity International Deutschland mit Hilfe des Privatvermögens des Unternehmers Karl Schock gegründet. Opportunity International Schweiz wurde im Jahr 2008 gegründet.
Das Netzwerk arbeitet weltweit mit rund 17 Millionen Klienten zusammen.

## Vergabe von Krediten
Das Netzwerk möchte Menschen mittels eines Starthilfekredits ein selbstbestimmtes Leben aufgrund eigener Arbeit ermöglichen (Hilfe zur Selbsthilfe). Die Kreditnehmer müssen keine eigenen Sicherheiten vorhalten.
Bevor ein Kredit ausgegeben wird, werden potenzielle Kreditnehmer für ihre unternehmerischen Vorhaben geschult und die Realisierbarkeit überprüft. Die Kreditnehmer (fast 90 Prozent davon sind Frauen) werden in einer Kreditnehmergruppe (Trustbank, vom englischen trust=Vertrauen) integriert, die füreinander bürgen und sich gegenseitig helfen.
Die Kredite in Höhe von durchschnittlich 183 Euro werden marktüblich verzinst, die Rückzahlungsquote beträgt 97 Prozent. Durch das neue Ausleihen und durchschnittlich sechs mitversorgte Familienmitglieder entsteht ein Multiplikator-Effekt.
Muhammad Yunus wurde 2006 für seine Mikrofinanz-Arbeit in Bangladesch mit dem Friedensnobelpreis geehrt. Yunus unterstützt Opportunity International.